# Internationale Kids-Tour Berlin
Die Internationale Kids-Tour Berlin ist ein Radsport-Etappenrennen für Schülerfahrer der Kategorien U-13 und U-15, das seit 1993 jährlich in und um Berlin ausgetragen wird.

## Beschreibung
Die Veranstaltung wird als das wichtigste Nachwuchs-Radrennen der Welt eingeschätzt und gilt als „prestigeträchtig“.
Die Streckenführung wurde über die Jahre geändert. 2015 erstreckte sich das Rennen über drei Tage. Am ersten Tag fand ein Einzelzeitfahren in Lehnitz, am zweiten ein Mannschaftszeitfahren in Viererteams in Mehrow sowie ein Straßenrennen ebenfalls in Mehrow und am dritten Tag traditionell als Finale ein Rennen auf dem Kurfürstendamm in Berlin mit anschließender Siegerehrung statt. An der Tour nehmen seit Jahren auch Teilnehmer aus dem europäischen Ausland teil, 2015 aus kamen die rund 260 Teilnehmer in 65 Mannschaften aus 12 Ländern. Neben dem Einzelsieg werden der punktbeste Fahrer (Grünes Trikot), die beste Mannschaft und das beste Mädchen (Rosa Trikot) geehrt. 2015 sicherte sich erstmals in der Klasse U13 mit Thalea Mäder (RSC Turbine Erfurt) ein Mädchen den Gesamterfolg. Ein Gast der Veranstaltung war 2001 Jens Voigt.
Zu den Gewinnern zählen auch spätere National- bzw. Berufsradfahrer, unter anderem der Sieger von Mailand–Sanremo und Paris–Roubaix John Degenkolb sowie Silvio Herklotz, Lucas Liß, Ruben Zepuntke oder Oscar Gatto.
Vom 25. bis zum 27. August 2017 fand mit der 25. Ausgabe der Kids-Tour eine Jubiläumstour statt. 2020 wurde die Rennveranstaltung wegen der Corona-Pandemie abgesagt. Auch 2021 erfolgte eine Absage wegen der Coronasituation. 2022 drohte dasselbe. Das Organisationsteam um den langjährigen Leiter Michael Lemke nahm den Wheel Divas e.V. ins Boot. Vom 26. bis zum 28. August 2022 fand das 28. Etappenrennen wieder statt. Die Austragungen für 2023, 2024 und 2025 wurden aus organisatorischen und finanziellen Gründen abgesagt: Der Veranstalter beklagte mangelnde Unterstützung durch das Land Berlin sowie den Berliner Radsportverband.

## Resultate

### Jungen
| U13 - 2022: Maurice Niklas Michael - 2019: Max de Lincel - 2018: Paul Fietzke - 2017: Axel Roks - 2016: Toms Ustups - 2015: Thalea Mäder - 2014: Luis Jørgensen - 2013: Jan Bevc - 2012: Tim Wollenberg - 2011: Henrik Pakalski - 2010: Jonas Rutsch - 2009: Leo Appelt - 2008: Alexander Becker - 2007: Reinhard Sackl - 2006: Silvio Herklotz - 2005: Florian Schröder - 2004: Christian Bartel - 2003: Mark Dzamastasic - 2002: Dominik Eberle - 2001: John Degenkolb - 2000: Sascha Wolsiefer - 1999: Grischa Janorschke - 1998: Michael Kurth - 1997: Paul Hennlein - 1996: Sebastian Frey - 1995: Robert Bengsch - 1994: Knut Schwanke - 1993: Pascal Zabel | U15 - 2022: Leon Resag - 2019: Jonas Reibsch - 2018: Jamie Whitcher - 2017: Jaka Špoljar - 2016: Sebastian Andreasson - 2015: Casper van Uden - 2014: Matias Malmberg - 2013: Aaron Sommer - 2012: Anton Charming - 2011: Leo Appelt - 2010: Manuel Porzner - 2009: Leon Rohde - 2008: Maximilian Schachmann - 2007: Ruben Zepuntke - 2006: Lucas Liß - 2005: Max Stahr - 2004: Dominik Eberle - 2003: John Degenkolb - 2002: Philipp Klein - 2001: Peter Thürwächter - 2000: Michael Müller - 1999: Oscar Gatto - 1998: Mads Christensen - 1997: Jürgen Beeckmann - 1996: Alexander Steitzig - 1995: Pavel Bartos - 1994: Roy Sentjens - 1993: Jan Chrobák |

### Mädchen
| U13 - 2019: Magdalena Leis - 2018: Sandrine Weber - 2017: Tilla Geisler - 2016: Linda Riedmann - 2015: Thalea Mäder - 2014: Olivia Schoppe - 2013: Ricarda Bauernfeind - 2012: Franziska Koch - 2011: Fleur Nagengast - 2010: Louisa Kuntz | U15 - 2019: Xaydee van Sinaey - 2018: Tilla Geisler - 2017: Anna-Helene Zdun - 2016: Maike van der Duin - 2015: Hannah Steffen - 2014: Kirstie van Haaften - 2013: Maaike Boogaard - 2012: Emma Jörgensen - 2011: Chanella Stougje - 2010: Anna Knauer |